# Сфруц
Сфру̀ц (на италиански: Sfruz, на местен диалект: Sfruz, Сфруц) е село и община в Северна Италия, автономна провинция Тренто, автономен регион Трентино-Южен Тирол. Разположено е на 1012 m надморска височина. Населението на общината е 331 души (към 2015 г.).